# منچستر (کنتیکت)
منچستر، کنتیکت (به انگلیسی: Manchester, Connecticut) یک سکونتگاه مسکونی در ایالات متحده آمریکا است که در کنتیکت واقع شده‌است.

## خصوصیات
منچستر ۷۱٫۷ کیلومترمربع مساحت و ۵۸٬۲۴۱ نفر جمعیت دارد و (۸۲٫۹) متر بالاتر از سطح دریا واقع شده‌است.